# Jerry Nelson
Jerry Lee Nelson (Tulsa (Oklahoma), 10 juli 1934 – Cape Cod (Massachusetts), 23 augustus 2012) was een Amerikaans Muppet-poppenspeler en zanger.
Hij speelde onder meer de originele versie van Graaf Tel en één helft van het Tweekoppige Monster uit Sesamstraat; bassist Floyd Pepper, vissenwerper Lew Zealand en Kermits neefje Robin uit The Muppet Show; en Gobo, pa Griezel en Gloria de storthoop uit De Freggels.
Nelson speelde Statler in de pilot van The Muppet Show. Aangezien hij niet genoeg tijd had om hem een seizoen lang te spelen, nam Richard Hunt het personage van hem over. Na Hunts dood in 1992 nam Nelson de pop weer over.
Jerry Nelson is in het vak van poppenspeler gerold doordat hij als twintiger niet kon rondkomen van zijn passies acteren en zingen. Hij vertelde poppenspeler Bil Baird, die op zoek was naar een extra poppenspeler, dat hij ervaring had met poppen. Dit was niet waar, maar Baird vond Nelsons demonstratie goed en nam hem aan. In 2009, ongeveer een halve eeuw later, kwam uiteindelijk de droom van Nelson uit: zijn eerste cd met zelf geschreven en gezongen nummers, getiteld Truro Daydreams, werd op de markt gebracht.
De laatste jaren van zijn leven zat Jerry Nelson 24 uur per dag aan beademingsapparatuur. Hij gaf in 2004 aan dat hij vanwege toenemende gezondheidsproblemen zou stoppen met zijn werk. Desondanks kon hij het niet laten om clips op te blijven nemen voor Sesamstraat. Hij bleef nog enkele jaren werken als poppenspeler tot dit lichamelijk gezien niet meer mogelijk was. De laatste Muppet-productie waaraan hij meewerkte is de bioscoopfilm The Muppets uit 2011, waarin Nelsons stem te horen is als de aankondiger van The Muppet Telethon.
Jerry Nelson stierf op 78-jarige leeftijd aan kanker.